# Northlane
Northlane es una banda de metalcore procedente de Sídney, Australia; formada en el año 2009. La banda cuenta con los guitarristas Jon Deiley y Josh Smith, el bajista Brendon Padjasek, el batería Nic Pettersen y el vocalista Marcus Bridge, quién reemplazó al vocalista fundador Adrian Fitipaldes a finales de 2014.
Northlane Ha publicado cinco álbumes de estudio: Discoveries (11 de noviembre de 2011); Singularity (22 de marzo de 2013), el cual logró el número 3 en el ARIA Albums Chart; Node (24 de julio de 2015); Mesmer (2017); y Alien (2019), su último trabajo hasta el momento. En los ARIA Music Awards of 2015 el grupo ganó el premio al "Mejor álbum de hard rock o heavy metal".

## Estilo, influencias y composición
El estilo musical de Northlane ha sido descrito como metalcore y metal progresivo. Su guitarrista Josh Smith declaró a principios de 2015 que sus influencias incluyen a la banda de metalcore Architects de hecho el nombre de Northlane fue cogido de una canción de esta banda, llamada North Lane; la banda de rock progresiva australiana Karnivool, el artista de metal instrumental Cloudkicker y la banda de rock alternativa Incubus, mientras que algunos de sus otros artistas favoritos son DJ Tiësto, Dirty Loops, Michael Jackson y Tycho, así como Deadmau5 y Bruno Mars, todo del reino de pop y música electrónica. Durante la juventud de Alex Milovic, bajista de la banda, su banda favorita en el metalcore fue Underoath, la del batería, Nic Pettersen es la banda de metal Limp Bizkit, la banda favorita de Marcus Bridge es Fall Out Boy, la del guitarrista Jon Deiley es la banda de funk rock los Red Hot Chili Peppers, y la de Smith, Slayer. Las bandas australianas favoritas de la banda incluyen el metalcore la banda In Hearts Awake y la banda de punk The Living End, así como: Graves, DVSR, Glass Ocean and Endless Heights.
Según Smith, Deiley escribe la mayoría de las pistas/de bajo y guitarra de la banda, y Antes de que Adrian Fitipaldes dejase la banda, escribía la mayor parte de las letras. Ahora las escriben Smith y Marcus mayoritariamente."

## Miembros
Formación actual
- Jon Deiley – guitarra líder (2009–presente)
- Josh Smith – guitarra rítmica (2009–presente)
- Nic Pettersen – batería, percusión (2010–presente)
- Marcus Bridge – vocalista (2014–presente)

Miembros anteriores
- Brendan Derby – batería, percusión (2009)
- Adrian Fitipaldes – voz (2009–2014)
- Simon Anderson – bajo (2009–2011)
- Mitchell Collier – batería, percusión (2010)
- Alex Milovic – bajo (2009, 2011–2018)

## Discografía

### Álbumes de estudio
| Título      | Detalles de álbum                                                                 | Posiciones en las listas de éxitos[cita requerida] | Posiciones en las listas de éxitos[cita requerida] | Posiciones en las listas de éxitos[cita requerida] | Posiciones en las listas de éxitos[cita requerida] |
| Título      | Detalles de álbum                                                                 | AUS                                                | EE.UU .                                            | USHeat                                             | Reino Unido                                        |
| ----------- | --------------------------------------------------------------------------------- | -------------------------------------------------- | -------------------------------------------------- | -------------------------------------------------- | -------------------------------------------------- |
| Discoveries | - Lanzado: 11 de noviembre de 2011 - Sello: We Are Unified, Distort               | 85                                                 | —                                                  | —                                                  | —                                                  |
| Singularity | - Lanzado: 22 de marzo de 2013 - Sello: We Are Unified, Distort, Rise             | 3                                                  | —                                                  | —                                                  | —                                                  |
| Node        | - Lanzado: 24 de julio de 2015 - Sello: We Are Unified, Distort, Rise, New Damage | 1                                                  | 194                                                | 2                                                  | 92                                                 |
| Mesmer      | - Lanzado: 24 de marzo de 2017 - Sello: We Are Unified, Rise                      | 3                                                  | —                                                  | 11                                                 | —                                                  |
| Alien       | - Lanzado: 2 de agosto de 2019 - Sello: We Are Unified, Rise                      | 3                                                  | —                                                  | 6                                                  | —                                                  |
| Obsidian    | - Lanzado: 22 de abril de 2022 - Sello: Believe                                   | —                                                  | —                                                  | —                                                  | —                                                  |

### Duración Extendida
| Título                                              | Detalles de álbum                                       | Posición en las listas de éxitos |
| Título                                              | Detalles de álbum                                       | AUS                              |
| --------------------------------------------------- | ------------------------------------------------------- | -------------------------------- |
| Hollow Existence                                    | - Archivado: 17 de enero de 2010 - Sello: Self-released | —                                |
| "—" Denota una grabación que no llegó a las listas. |                                                         |                                  |

### Sencillos
| Título                        | Año  | Posiciones en las listas de éxitos | Álbum                         |
| Título                        | Año  | AUS                                | Álbum                         |
| ----------------------------- | ---- | ---------------------------------- | ----------------------------- |
| "Worldeater"                  | 2012 | —                                  | Singularity                   |
| "Quantum Flux"                | 2013 | 82                                 | Singularity                   |
| "Rot"                         | 2014 | 94                                 | Node                          |
| "Equinox"(con In Hearts Wake) | 2016 | 75                                 | (Ningún álbum, fue un Single) |

## Videografía
| Año  | Canción                   | Álbum       |
| ---- | ------------------------- | ----------- |
| 2012 | "Dispossession"           | Discoveries |
| 2012 | "Transcending Dimensions" | Discoveries |
| 2013 | "Quantum Flux"            | Singularity |
| 2013 | "Dream Awake"             | Singularity |
| 2013 | "Masquerade"              | Singularity |
| 2014 | "Rot"                     | Node        |
| 2015 | "Obelisk"                 | Node        |
| 2015 | "Impulse"                 | Node        |
| 2016 | "Equinox"                 | Equinox     |
| 2017 | "Intuition"               | Mesmer      |
| 2017 | "Citizen"                 | Mesmer      |
| 2017 | "Solar"                   | Mesmer      |
| 2017 | "Colourwave"              | Mesmer      |
| 2018 | "Heartmachine"            | Mesmer      |